# Federico Enrico d'Orange
Federico Enrico, o Frederik Hendrik in olandese (Delft, 29 gennaio 1584 – L'Aia, 14 marzo 1647), fu il sovrano principe d'Orange e statolder di Olanda, Zelanda, Utrecht, Gheldria, e Overijssel dal 1625 al 1647. Fu il nonno di Guglielmo III d'Inghilterra.
Come principale soldato nelle guerre olandesi contro la Spagna, il suo risultato principale fu il successo assedio di 's-Hertogenbosch nel 1629. Era la principale base spagnola e una città ben fortificata protetta da una guarnigione spagnola esperta e da formidabili difese idriche. La sua strategia fu la riuscita neutralizzazione della minaccia di inondazione dell'area intorno a 's-Hertogenbosch e la sua cattura del magazzino spagnolo a Wesel..

## Biografia

### Infanzia
Federico Enrico nacque il 29 gennaio 1584 a Delft, Paesi Bassi, nell'allora Repubblica delle Sette Province Unite. Era il più giovane figlio di Guglielmo "il Taciturno" e Louise de Coligny. Suo padre era statolder di Olanda, Zelanda, Utrecht, e Frisia, mentre sua madre era figlia del capo degli ugonotti Gaspard de Coligny, e fu la quarta moglie di Guglielmo il Taciturno. Era quindi fratellastro del suo predecessore Maurizio di Nassau, deceduto nel 1625.
Federico Enrico nacque sei mesi prima dell'assassinio del padre il 10 luglio 1584. Il ragazzo venne instradato alla carriera delle armi dal fratello maggiore Maurizio, uno dei migliori generali della sua epoca. Dopo che Maurizio minacciò di legittimare i suoi figli illegittimi se non si fosse sposato, Federico Enrico sposò Amalia di Solms-Braunfels nel 1625. Il figlio illegittimo avuto da Margaretha Catharina Bruyns (1595–1625), Federico di Nassau-Zuylestein nacque nel 1624 prima del suo matrimonio. Questo figlio diventò il governatore del giovane Guglielmo III d'Inghilterra per sette anni.

### Stadtholder

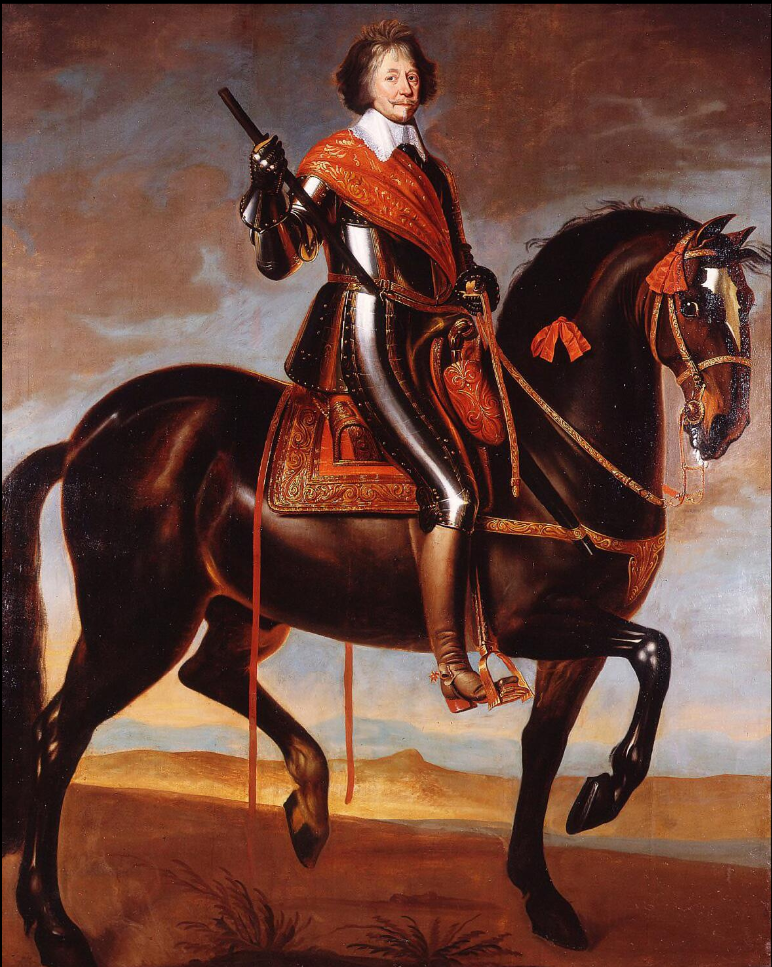
Ritratto equestre di Federico Enrico realizzato da Anselm van Hulle

Alla morte di Maurizio nel 1625 senza prole legittima, Federico Enrico gli succedette nelle sue dignità e proprietà paterne, ed anche come statolder delle cinque province di Olanda, Zelanda, Utrecht, Overijssel e Gheldria, e nei ruoli di Capitano e Ammiraglio-Generale dell'Unione (comandante in capo dell'esercito degli stati olandesi e della marina olandese).
Federico Enrico diede prova di essere un generale ancora più valente del fratello, ed un uomo di stato e politico ancora più capace. Per ventidue anni egli rimase a capo del governo delle Province Unite, e fu in questo periodo che il potere degli statolder raggiunse il suo più alto punto. Il "Periodo di Federico Enrico", come sono soliti indicarlo gli scrittori olandesi, è generalmente riconosciuto come l'età d'oro della repubblica. Esso fu marcato da numerosissimi trionfi militari e navali, da un'espansione marittima e commerciale su tutto il mondo conosciuto e da splendida attività artistica e letteraria.
Le principali imprese militari di Federico Enrico furono gli assedi e le catture di Grol nel 1627, di 's-Hertogenbosch nel 1629, di Maastricht nel 1632, di Breda nel 1637, di Sas van Gent nel 1644, e di Hulst nel 1645. Durante gran parte della sua amministrazione l'alleanza con la Francia contro la Spagna costituì il fulcro della politica estera di Federico Enrico, ma negli ultimi anni sacrificò quest'alleanza per il bene della nazione, concludendo una pace separata con la Spagna, dalla quale le Province Unite trassero dei benefici e dei poteri che mantennero per i successivi ottant'anni.
Federico Enrico costruì le case di campagna di Huis Honselaarsdijk, Huis ter Nieuwburg, e per sua moglie Huis ten Bosch, e ristrutturò il palazzo Noordeinde a L'Aia. Huis Honselaarsdijk e Huis ter Nieuwburg sono ora demolite.

### Morte
Federico Enrico morì il 14 marzo 1647 a L'Aia, lasciando sua moglie Amalia di Solms-Braunfels, suo figlio Guglielmo II d'Orange, quattro delle sue figlie, ed il figlio illegittimo Federico di Nassau-Zuylestein.
Alla morte di Federico Enrico, egli venne sepolto con grandi onori al fianco del padre e del fratello a Delft. Il trattato di Münster, che terminava la guerra tra olandesi e spagnoli, non venne siglato sino al 30 gennaio 1648, quando la malattia e poi la morte dello statolder avevano causato l'accelerazione dei negoziati. Federico Enrico lasciò un resoconto delle sue campagne militari nel Mémoires de Frédéric Henri (Amsterdam, 1743).
La sua vedova commissionò un elaborato mausoleo nel Oranjezaal, una sala da ballo panoramica dipinta con scene della sua vita e allegorie di buon governo basate sui suoi successi.

## Figli

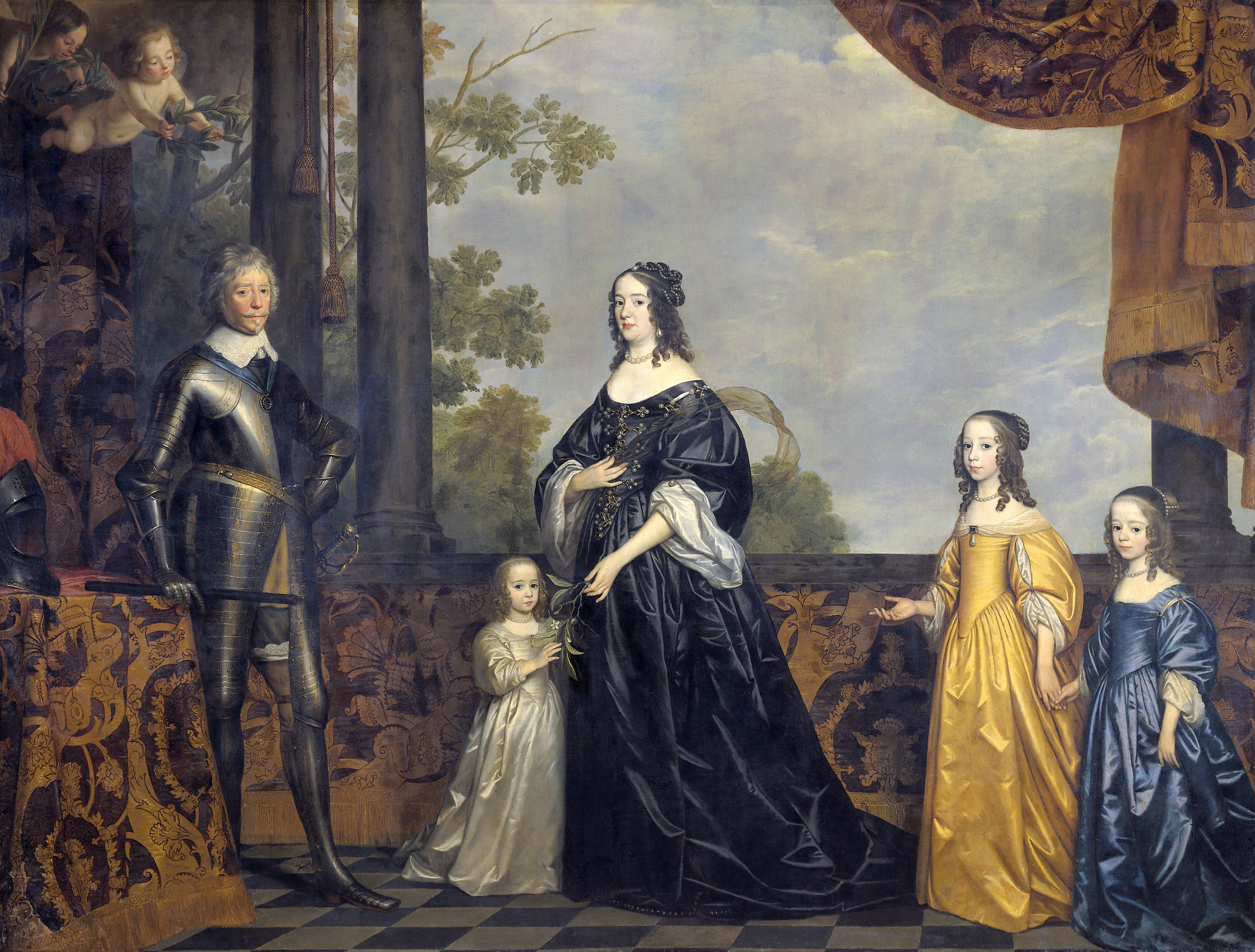
Federico Enrico d'Orange con sua moglie Amalia di Solms-Braunfels e le tre figlie più giovani, in un ritratto di Gerrit van Honthorst.

Federico Enrico e sua moglie Amalia di Solms-Braunfels ebbero nove figli, di cui sette femmine e due maschi. Quattro dei loro figli, incluso un maschio, morirono durante l'infanzia, lasciando Federico Enrico con un solo maschio ed erede. Infine, dopo la morte dell'unico nipote linea maschile di Federico Enrico, lo statolderato doveva passare ad un lontano cugino agnatico, che era sposato con la figlia di Federico Enrico Albertina Agnese. I figli di Federico Enrico furono:
- Guglielmo II, principe d'Orange (27 maggio 1626 - 6 novembre 1650)

sposò Maria Enrichetta Stuart, Principessa Reale;
- Luisa Enrichetta d'Orange (27 dicembre 1627 - 18 giugno 1667)

sposò Federico Guglielmo I, elettore di Brandenburgo;
- Enrichetta Amalia d'Orange (26 ottobre 1628 - dicembre 1628)
- Elisabetta d'Orange (4 agosto 1630)
- Isabella Carlotta d'Orange (22 gennaio/28 aprile 1632 - 17 maggio 1642)
- Albertina Agnese d'Orange (9 aprile 1634 - 24 maggio 1696)

sposò Guglielmo Federico, conte di Nassau-Dietz;
- Enrichetta Caterina d'Orange (10 febbraio 1637 - 3 novembre 1708)

sposò Giovanni Giorgio II, principe di Anhalt-Dessau
- Enrico Luigi d'Orange (30 novembre 1639 - 19 dicembre 1639)
- Maria d'Orange (5 settembre 1642 - 20 marzo 1688)

sposò il principe Luigi Enrico del Palatinato-Simmern-Kaiserslautern
Federico Enrico ebbe inoltre un figlio illegittimo (poi riconosciuto) da Margaretha Catharina Bruyns:
- Federico Nassau, signore di Zuylestein (1624–1672)

## Antenati
|                                  |                      |                                   | Genitori                         |  |  | Nonni |  |  | Bisnonni                         |  |  | Trisnonni                         |  |
|                                  |                      |                                   |                                  |  |  |       |  |  | Giovanni IV di Nassau-Dillenburg |  |  | Engelberto I di Nassau-Dillenburg |  |
|                                  |                      |                                   |                                  |  |  |       |  |  | Giovanni IV di Nassau-Dillenburg |  |  | Engelberto I di Nassau-Dillenburg |  |
|                                  |                      | Giovanna di Polanen               |                                  |  |  |       |  |  | Giovanni IV di Nassau-Dillenburg |  |  |                                   |  |
| Guglielmo I di Nassau-Dillenburg |                      |                                   |                                  |  |  |       |  |  | Giovanni IV di Nassau-Dillenburg |  |  |                                   |  |
|                                  |                      | Elisabetta d'Assia-Marburg        | Enrico II d'Assia-Marburg        |  |  |       |  |  |                                  |  |  |                                   |  |
|                                  |                      | Elisabetta d'Assia-Marburg        | Enrico II d'Assia-Marburg        |  |  |       |  |  |                                  |  |  |                                   |  |
|                                  |                      | Elisabetta d'Assia-Marburg        | Anna di Ketznelnbogen            |  |  |       |  |  |                                  |  |  |                                   |  |
| Guglielmo I d'Orange             |                      | Elisabetta d'Assia-Marburg        |                                  |  |  |       |  |  |                                  |  |  |                                   |  |
|                                  |                      | Botho VIII di Solberg-Wernigerode | Enrico IX di Solberg-Wernigerode |  |  |       |  |  |                                  |  |  |                                   |  |
|                                  |                      | Botho VIII di Solberg-Wernigerode | Enrico IX di Solberg-Wernigerode |  |  |       |  |  |                                  |  |  |                                   |  |
|                                  |                      | Botho VIII di Solberg-Wernigerode | Matilda di Mansfeld              |  |  |       |  |  |                                  |  |  |                                   |  |
| Giuliana di Stolberg             |                      | Botho VIII di Solberg-Wernigerode |                                  |  |  |       |  |  |                                  |  |  |                                   |  |
|                                  |                      | Anna di Eppstein-Königstein       | …                                |  |  |       |  |  |                                  |  |  |                                   |  |
|                                  |                      | Anna di Eppstein-Königstein       | …                                |  |  |       |  |  |                                  |  |  |                                   |  |
|                                  |                      | Anna di Eppstein-Königstein       | …                                |  |  |       |  |  |                                  |  |  |                                   |  |
| Federico Enrico d'Orange         |                      | Anna di Eppstein-Königstein       |                                  |  |  |       |  |  |                                  |  |  |                                   |  |
|                                  | Gaspard I de Coligny | Giovanni III di Coligny           |                                  |  |  |       |  |  |                                  |  |  |                                   |  |
|                                  | Gaspard I de Coligny | Giovanni III di Coligny           |                                  |  |  |       |  |  |                                  |  |  |                                   |  |
|                                  | Gaspard I de Coligny | Eleonora di Courcelles            |                                  |  |  |       |  |  |                                  |  |  |                                   |  |
| Gaspard de Châtillon             | Gaspard I de Coligny |                                   |                                  |  |  |       |  |  |                                  |  |  |                                   |  |
|                                  |                      | Luisa di Montmorency              | Guillaume de Montmorency         |  |  |       |  |  |                                  |  |  |                                   |  |
|                                  |                      | Luisa di Montmorency              | Guillaume de Montmorency         |  |  |       |  |  |                                  |  |  |                                   |  |
|                                  |                      | Luisa di Montmorency              | Anna Pot                         |  |  |       |  |  |                                  |  |  |                                   |  |
| Louise de Coligny                |                      | Luisa di Montmorency              |                                  |  |  |       |  |  |                                  |  |  |                                   |  |
|                                  |                      | Guido XVI de Laval                | …                                |  |  |       |  |  |                                  |  |  |                                   |  |
|                                  |                      | Guido XVI de Laval                | …                                |  |  |       |  |  |                                  |  |  |                                   |  |
|                                  |                      | Guido XVI de Laval                | …                                |  |  |       |  |  |                                  |  |  |                                   |  |
| Charlotte de Laval               |                      | Guido XVI de Laval                |                                  |  |  |       |  |  |                                  |  |  |                                   |  |
|                                  |                      | Antoinette d'Aillon               | …                                |  |  |       |  |  |                                  |  |  |                                   |  |
|                                  |                      | Antoinette d'Aillon               | …                                |  |  |       |  |  |                                  |  |  |                                   |  |
|                                  |                      | Antoinette d'Aillon               | …                                |  |  |       |  |  |                                  |  |  |                                   |  |
|                                  |                      | Antoinette d'Aillon               |                                  |  |  |       |  |  |                                  |  |  |                                   |  |